# Niel Vincent
Niel Vincent (* 4. Juli 2000) ist ein französischer Snookerspieler aus Ronchin, der zweimal die französische Snooker-Meisterschaft gewinnen konnte.

## Karriere
Seit 2013 nahm Vincent an internationalen Juniorenturnieren teil. 2014 feierte er in Frankreich erstmals große Erfolge, als er verschiedene Juniorenturniere gewann und zudem Vize-Meister der Herren wurde. Danach etablierte er sich als einer der führenden französischen Snookerspieler und wurde 2015 gar französischer Meister. Mit einer Viertelfinalteilnahme bei der U18-Europameisterschaft 2016 konnte er auch international einen ersten großen Achtungserfolg erzielen. Mit durchschnittlichen Ergebnissen blieb Vincent in den folgenden Jahren international konstant, immerhin erreichte er bei der U18-Europameisterschaft 2018 erneut ein Viertelfinale. In Frankreich blieb er weiterhin einer der führenden Spieler. 2017 gewann er zum zweiten Mal die französische Meisterschaft der Herren, worauf 2018 mehrere weitere Juniorentitel folgten. 2017 konnte er zudem die Hauptrunde des professionellen Paul Hunter Classics erreichen, mithilfe einer Finalteilnahme in einem Junioren-Qualifikationsturnier. Seit 2018 nimmt er regelmäßig auch an der Q School teil, bislang aber mit eher mittelmäßigem Erfolg.

## Erfolge (Auswahl)
| Ausgang         | Jahr | Turnier                            | Finalgegner        | Ergebnis |
| --------------- | ---- | ---------------------------------- | ------------------ | -------- |
| Amateurturniere |      |                                    |                    |          |
| Zweiter         | 2014 | Französische Snooker-Meisterschaft | Alexis Callewaert  | 2:3      |
| Sieger          | 2015 | Französische Snooker-Meisterschaft | Nathanaël Beckrich | 3:0      |
| Sieger          | 2017 | Französische Snooker-Meisterschaft | Brian Ochoiski     | 3:0      |
| Zweiter         | 2022 | Französische Snooker-Meisterschaft | Christophe Lambert | 1:4      |
| Zweiter         | 2023 | Französische Snooker-Meisterschaft | Nicolas Mortreux   | 2:4      |